# 刘保端
刘保端（1928年8月—），又名王红，笔名萧雨，天津人，中国共产党党员，作家、翻译家，中国作家协会会员。

## 生平
1928年8月刘保端生于天津，13岁起在报刊发表诗文。曾就读于天津南开小学、耀华中学。毕业时，被保送进燕京大学新闻系。1946年加入中国共产党，1948年进入解放区学习，后随军进入北平从事新闻工作。
1954年赴苏联就读于莫斯科大学语言文学系，主修文艺理论。1957年回国后，先后在天津师范学院、暨南大学、北京第二外国语学院等高校任教。
1978年调入中国社会科学院文学研究所理论室，1989年以译审职称离休。

## 学术与翻译
刘保端长期从事文学教学与翻译工作，其译著《美国作家论文学》等在学界产生较大影响。2002年获授“资深翻译家”称号。